# Тюссон
Тюссо́н (фр. Tusson) — коммуна во Франции, находится в регионе Пуату — Шаранта. Департамент — Шаранта. Входит в состав кантона Эгр. Округ коммуны — Конфолан.
Код INSEE коммуны — 16390.

## География
Коммуна расположена приблизительно в 370 км к юго-западу от Парижа, в 75 км южнее Пуатье, в 33 км к северу от Ангулема.
Почти половину территории коммуны занимает лес Тюссон.

## Население
Население коммуны на 2008 год составляло 293 человека.
| 1962 | 1968 | 1975 | 1982 | 1990 | 1999 | 2008 |
| ---- | ---- | ---- | ---- | ---- | ---- | ---- |
| 494  | 441  | 413  | 389  | 349  | 317  | 293  |

## Экономика
Основу экономики составляет сельское хозяйство.
В 2007 году среди 192 человек в трудоспособном возрасте (15—64 лет) 144 были экономически активными, 48 — неактивными (показатель активности — 75,0 %, в 1999 году было 63,2 %). Из 144 активных работали 126 человек (78 мужчин и 48 женщин), безработных было 18 (12 мужчин и 6 женщин). Среди 48 неактивных 7 человек были учениками или студентами, 16 — пенсионерами, 25 были неактивными по другим причинам.

## Достопримечательности
- Аббатство де Дам (XII век). Исторический памятник с 1952 года[3]
- Дом XV века, известен как поместье Маргариты де Валуа. Исторический памятник с 1994 года[4]
- Приходская церковь Сен-Жак (XIII век)
  - Христос на кресте (XVI век). Высота креста — 450 см, ширина — 200 см. Исторический памятник с 1952 года[5]
  - Аналой (XVII век). Размеры — 165×67×63 см. Исторический памятник с 1952 года[6]
- Протестантская церковь (XIX век)
- 4 могильных кургана эпохи неолита:
  - Старый Брёй. Исторический памятник с 1962 года[7]
  - Жюстис. Исторический памятник с 1960 года[8]
  - Большой Доньон. Исторический памятник с 1960 года[9]
  - Малый Доньон. Исторический памятник с 2012 года[10]

## Фотогалерея

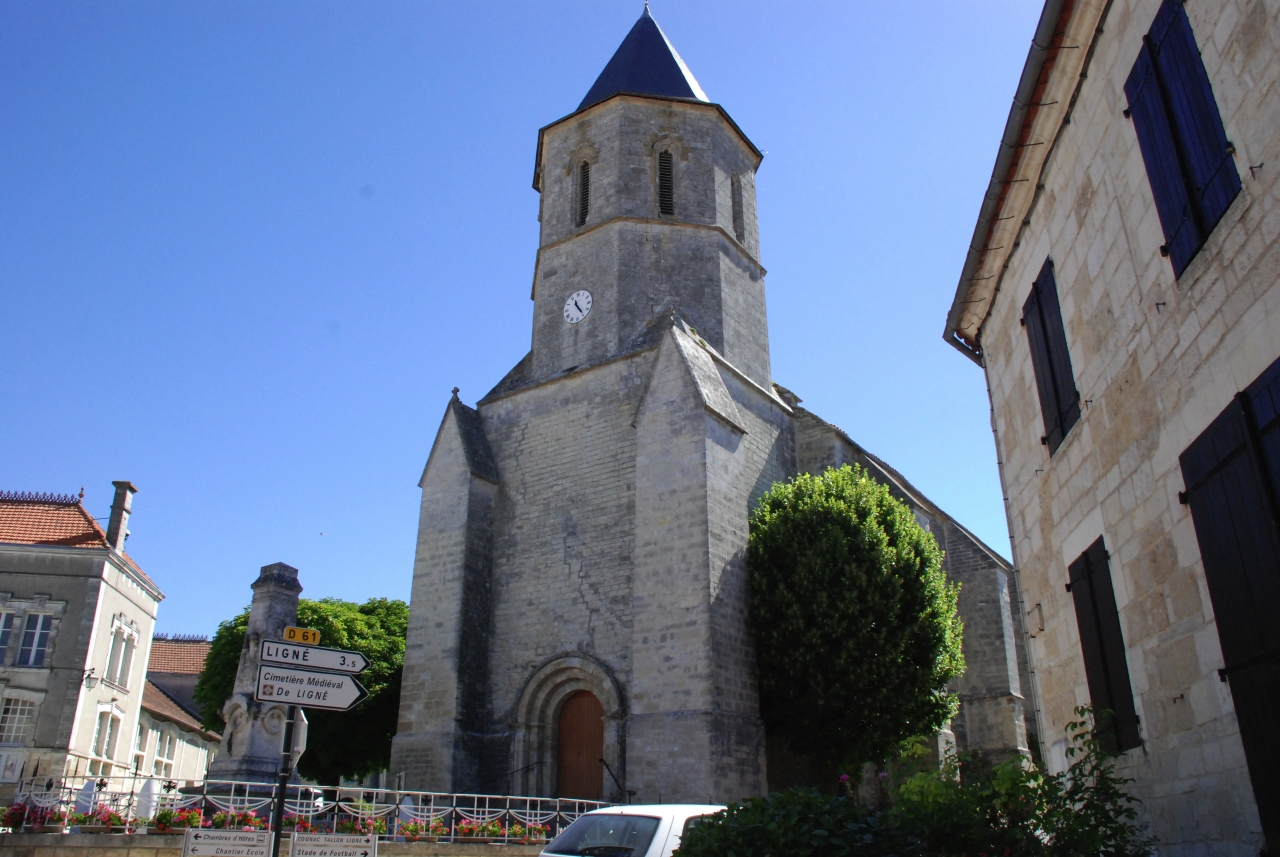
Церковь Сен-Жак
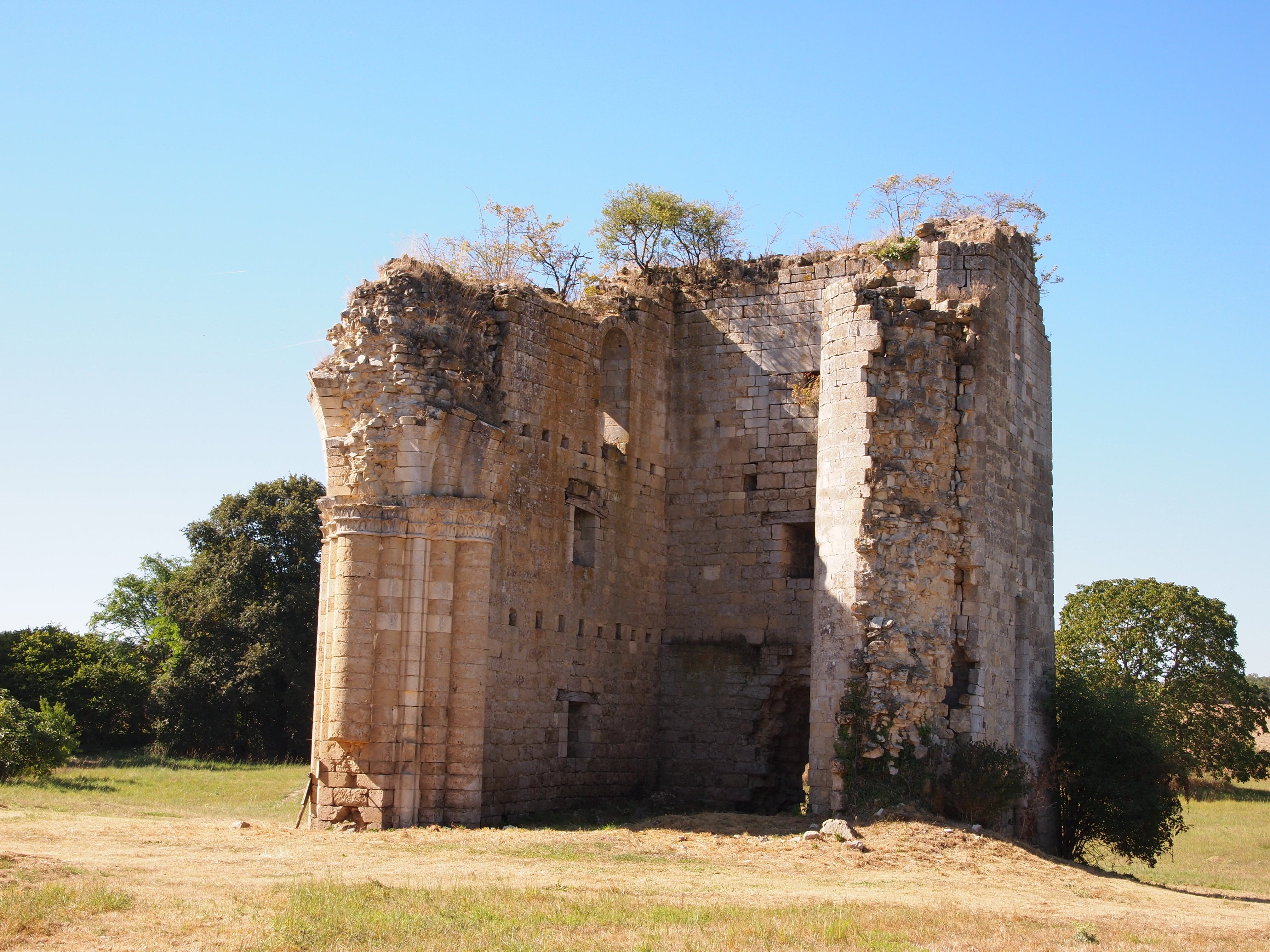
Аббатство де Дам
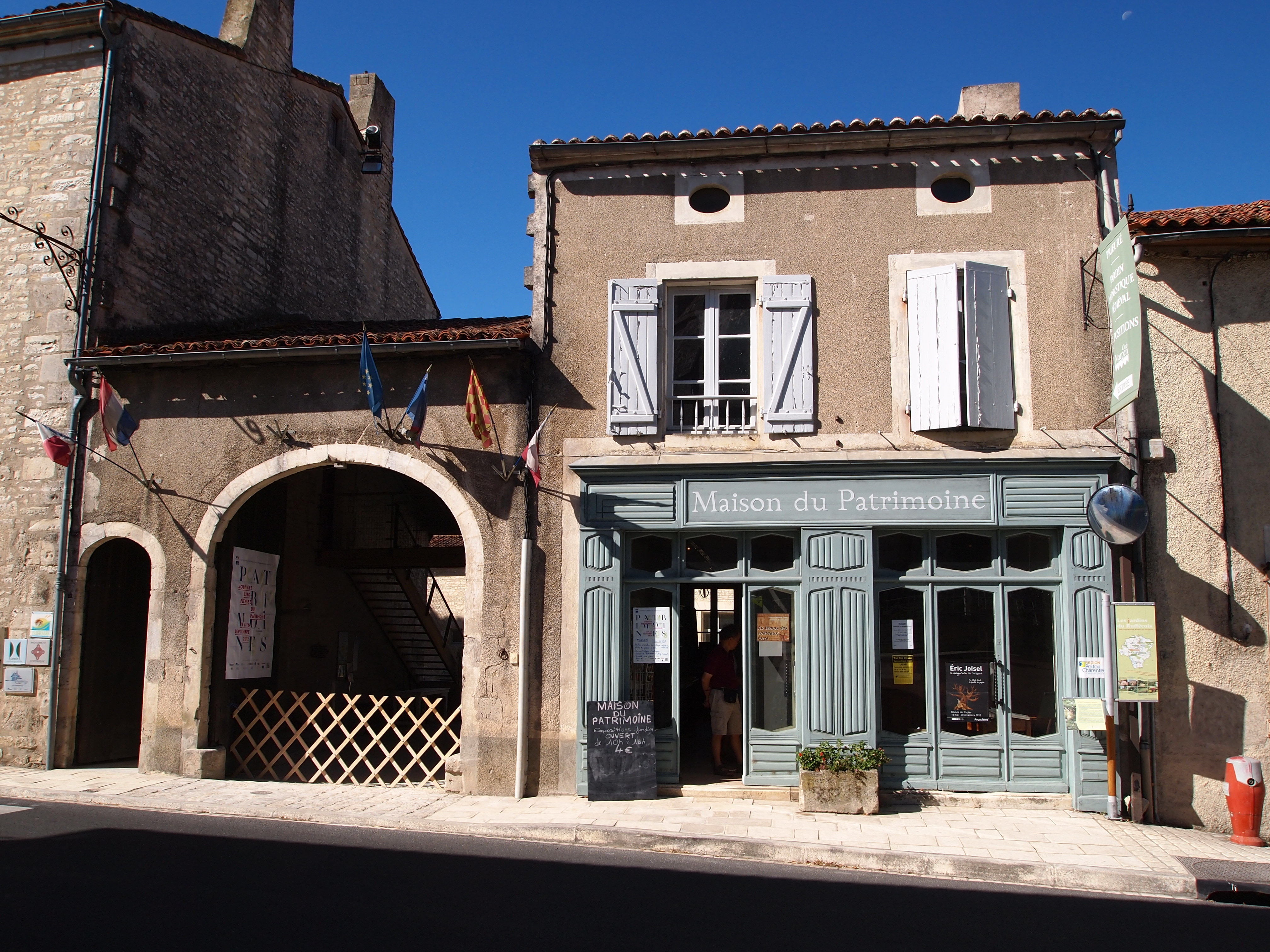
Поместье Маргариты де Валуа